# Moupinepil
Moupine-Pil (Salix moupinensis) er et lille, løvfældende træ med en åben, grovgrenet vækst. Unge skud og knopper er rødfarvede, og derfor ses planten af og til brugt i haver og parker.
 
Moupine-Pil er en et lille, løvfældende træ med en bred og åben, grovgrenet vækst. Barken er først dækket af et fint hårlag, men snart efter bliver den glat og rød. Senere bliver barken olivengrøn og glat. Gamle grene og stammer får en grå og opsprækkende bark. Knopperne er spredt stillede, aflange, glatte og røde. Bladene er elliptiske med svagt takket eller hel, indrullet rand og nedsænkede bladribber. Oversiden er hårløs og blank, mens undersiden er lysegrøn og ligeledes hårløs. Høstfarven er gullig til orange. Blomstringen foregår i maj, dvs. kort efter løvspringet, hvor man finder blomsterne samlet i lange, oprette rakler. De enkelte blomster er enten rent hanlige eller rent hunlige, og de er uregelmæssige, idet bæger- og kronblade mangler. Frugterne er kapsler med ét eller få frø.
Rodsystemet består af grove, højtliggende hoved- og siderødder.
Træet bliver ca. 2 m højt og 2-3 m bredt i kronediameter.

## Hjemsted
Moupine-Pil har sin naturlige udbredelse i de sydvestlige, kinesiske provinser Sichuan og Yunnann. Her vokser træet i krat og blandeded løvskove på bjergene i 1.500-3.000 m højde. På bjerget Wa Shan i provinsen Sichuan findes der i højder over 1.800 m nogle lyse blandingsskove med Abies faberi (en art af Ædelgran) som det dominerende træ. Her vokser arten sammen med bl.a. Almindelig Kvalkved (subsp. calvescens), Bjerg-Skovranke, Blåbælg, Dværg-Kvalkved, Enkianthus deflexus (en art af Pagodebusk), Etage-Kornel, Euonymous sanguineus (en art af Benved), Guld-Skovranke, Have-Hortensia, Himalaya-Birk, Kamæleonbusk, Kinesisk Lind, Kinesisk Prydæble, Kinesisk Styrax, Klatre-Brombær, Klatre-Hortensia, Komarov-Syren, Korea-Kornel (subsp. chinensis), Lancetbladet Berberis (var. lanceifolia), Nikkende Skovranke, Omei-Rose, Perny-Kristtorn, Primula incisa (en art af Kodriver), Pterocarya macroptera var delavayi (en art og underart af Vingevalnød), Quercus serrata (en art af Eg), Rhododendron argyrophyllum, Rhododendron calophytum, Rhododendron discolor, Rhododendron nitidulum, Rhododendron pingianum (arter af Rododendron), Rubladet Hortensia, Sargent-Røn, Småbladet Berberis, Sort Gedeblad, Tyrkisk Løn (subsp. sinicum), Udspærret Dværgmispel, Vorte-Berberis og Tsuga yunnanensis (en art af  Hemlock)

## Galleri
|  |  |  |  |